# بيلي لانسداون
بيلي لانسداون (بالإنجليزية: Billy Lansdowne)‏ هو لاعب كرة قدم بريطاني في مركز الهجوم، ولد في 28 أبريل 1959 في إبينغ ‏ في المملكة المتحدة. لعب مع تشارلتون أثلتيك ونادي غيلينغهام ونادي كالمار ووست هام يونايتد.

## وصلات خارجية
- بيلي لانسداون على موقع قاعدة بيانات كرة القدم.إي يو (الإنجليزية)
- بيلي لانسداون على موقع عالم كرة القدم.نت (الإنجليزية)